# Aristarete
Aristarete lub Aristareta (gr. Ἀρισταρέτη) – starożytna grecka malarka.
Miała być córką i uczennicą Nearchosa (artysty działającego w Atenach w VI w. p.n.e.); spod jej ręki miał wyjść portret Asklepiosa.
Większość informacji na jej temat pochodzi z Historii naturalnej Pliniusza Starszego. Autor ten wymienia w swoim dziele sześć starożytnych malarek: Aristarete, Eirene, Iaię z Kyzikos, Kalipso, Olimpias i Timaretę.